# The Pre-Fix for Death
Albums de Necro
Gory Days
(2001) The Sexorcist
(2005)
The Pre-Fix for Death est le troisième album studio de Necro, sorti le 21 septembre 2004.
L'album a la particularité de comprendre de nombreux featurings d'artistes issus du metal : Jamey Jasta de Hatebreed, John Tardy et Trevor Peres d'Obituary, Sid Wilson de Slipknot, entre autres.

## Liste des titres
| No  | Titre                                                                          | Contient un (des) sample(s) de                                                                                 | Durée |
| --- | ------------------------------------------------------------------------------ | --- | ----- |
| 1.  | Intro                                                                          | | 0:43  |
| 2.  | Beautiful Music for You to Die to                                              | La Belva Col Mitra (Main Title) d'Umberto Smaila                                                               | 3:22  |
| 3.  | The Dispensation of Life and Death                                             | Apoteosi Del Mistero de Morte Macabre                                                                          | 3:22  |
| 4.  | Kill That Shit                                                                 | The Gruesome Twosome (Murder/Ending Them) de Larry Wellington                                                  | 3:09  |
| 5.  | Pre-Fix (Skit) (featuring Jenny Krenwinkle)                                    | | 0:51  |
| 6.  | The Pre-Fix for Death (featuring Away)                                         | | 3:49  |
| 7.  | Push it to the Limit (featuring Jamey Jasta)                                   | The Guy With the Secret Kung Fu (Main Title) de Fu Liang Chou Scarface (Push It to the Limit) de Paul Engemann | 3:32  |
| 8.  | Reflection of Children Coming Up in the Grave (featuring Charles Manson)       | Melancholy Man de Paul Mauriat                                                                                 | 4:24  |
| 9.  | It (Skit)                                                                      | | 1:08  |
| 10. | Insaneology (featuring Sean Martin, John Tardy et Dan Lilker)                  | | 4:49  |
| 11. | Nirvana (featuring Ill Bill, Goretex et Mr. Hyde)                              | Opening Theme de Juan Carlos Calderón                                                                          | 3:32  |
| 12. | 86 Measures of Game                                                            | Interview on NPR de Terry Gross et Gene Simmons                                                                | 5:17  |
| 13. | Empowered (featuring Sid Wilson, Trevor Peres, John Tardy, Away et Dan Lilker) | | 3:37  |
| 14. | Kid Joe (Skit)                                                                 | | 1:21  |
| 15. | Human Consumption                                                              | Danger Zone de Big L Wrong Ones de Big Pun featuring Sunkiss                                                   | 3:52  |
| 16. | Evil Shit                                                                      | | 3:30  |
| 17. | You Did it                                                                     | | 3:17  |
| 18. | Rogue (Skit)                                                                   | | 0:24  |
| 19. | Death Rap (featuring Sabac)                                                    | | 3:14  |
| 20. | Watch Your Back (featuring Danny Diablo)                                       | | 3:03  |
| 21. | Food for Thought                                                               | | 3:43  |
| 22. | Important Statistics (Skit)                                                    | | 0:38  |
| 23. | Senseless Violence (featuring Jenny Cassabian)                                 | | 3:11  |
| 24. | Push it to the Limit (NYHC Mix) (featuring Jamey Jasta)                        | | 3:32  |
| 25. | Outro                                                                          | | 0:10  |